# Pike River (vattendrag i Australien)
Pike River är ett vattendrag i Australien. Det ligger i delstaten South Australia, omkring 210 kilometer öster om delstatshuvudstaden Adelaide.
Omgivningarna runt Pike River är i huvudsak ett öppet busklandskap. Runt Pike River är det mycket glesbefolkat, med 2 invånare per kvadratkilometer. Genomsnittlig årsnederbörd är 299 millimeter. Den regnigaste månaden är februari, med i genomsnitt 67 mm nederbörd, och den torraste är oktober, med 7 mm nederbörd.